# ذكا الأعور
ذكا الأعور أو ذكا الرومي (ت. 11 ربيع الآخر 307هـ = 10 سبتمبر 919) آخِرُ والٍ عباسي على مصر، أرسله الخليفة المقتدر لتدعيم الحكم العباسي في مصر وحمايتها من هجمات الفاطميين المتكررة للظفر بها.
كان الفاطميون قد ردوا عدة مرات عن مصر كان إحداها على يد مؤنس الخادم والأخرى على يد الجيش العباسي بالتعاون مع الشعب المصري .
ومع الهدوء الذي شهدته مصر في أعقاب انتصارها على جيوش الفاطميين أرسل الخليفة العباسي المقتدر ذكا الأعور فدخلها في (12 صفر 355هـ/28 سبتمبر 915 م. وقام بمتابعة عيون الفاطميين الذين يكاتبونهم واستأصلهم .
ولّى ابنه مظفر بن ذكا على الإسكندرية لتحصينها.
أرسل الفاطميون جيشا بقيادة أبو القاسم بن المهدي إلى مصر، فسيطر على الإسكندرية فعمت الفوضى في البلاد وساد فيها الاضطراب، وأفلتت الأمور من يد مظفر بن ذكا، وهرب كثير من أهل البلاد إلى الشام، ومات عدد كبير منهم في الطريق.
كان ذكا مقيما في الفسطاط يحاول حشد جنوده لملاقاة الجيش الفاطمي إلا أن العديد منهم رفضوا الخروج للقتال، فخرج بجيش محدود العدد والعُدّة إلى الجيزة محاولا تأخير العدو وإلحاق أكبر قدر من الخسائر فيه، واستنزافه حتى يصل إليه مدد الخليفة العباسي. وفي هذه الظروف توفي ذكا الأعور إثر مرض أصابه.
عندما وصلت قوات العباسيين استطاعوا إلحاق الهزيمة بالفاطميين من جديد.

## اقرأ أيضا
- الدولة الفاطمية بمصر
- نهاية الدولة الفاطمية